# Mycetophila parvula
Mycetophila parvula är en tvåvingeart som beskrevs av Ostroverkhova 1979. Mycetophila parvula ingår i släktet Mycetophila och familjen svampmyggor. Inga underarter finns listade i Catalogue of Life.